# Chris Marriott
Christopher Marriott dit Chris Marriott (né le 24 septembre 1989 à Wrexham) est un footballeur gallois évoluant au poste de défenseur dans le club gallois des New Saints. Il est champion du pays de Galles en 2010 et en 2012.

## Compétitions européennes
Il fait ses débuts en Ligue Europa le 2 juillet 2009 à l'occasion de la rencontre Fram Reykjavík-TNS (défaite 2-1). Lors de la saison 2010-2011, il participe à la campagne des New Saints en Ligue des champions.

## Palmarès

### En club
The New Saints
- Championnat du pays de Galles
  - Vainqueur : 2010, 2012, 2014, 2015, 2016 et 2017.
- Coupe du pays de Galles
  - Vainqueur : 2012.
- Coupe de la Ligue
  - Vainqueur : 2009, 2010 et 2011.

## Statistiques
| Saison      | Club           | Pays                 | Championnat | Coupes nationales | Coupes européennes |
| ----------- | -------------- | -------------------- | ----------- | ----------------- | ------------------ |
| 2008 - 2009 | Cefn Druids    | Welsh Premier League | 28 matchs   | -                 | -                  |
| 2009 - 2010 | The New Saints | Welsh Premier League | 25 matchs   | 7 matchs          | 2 matchs (C3)      |
| 2010 - 2011 | The New Saints | Welsh Premier League | 16 matchs   | 4 matchs          | 3 matchs (C1)      |
| 2011 - 2012 | The New Saints | Welsh Premier League | -           | -                 | 4 matchs (C3)      |

Dernière mise à jour le 28 juillet 2011